# Spada di Stato

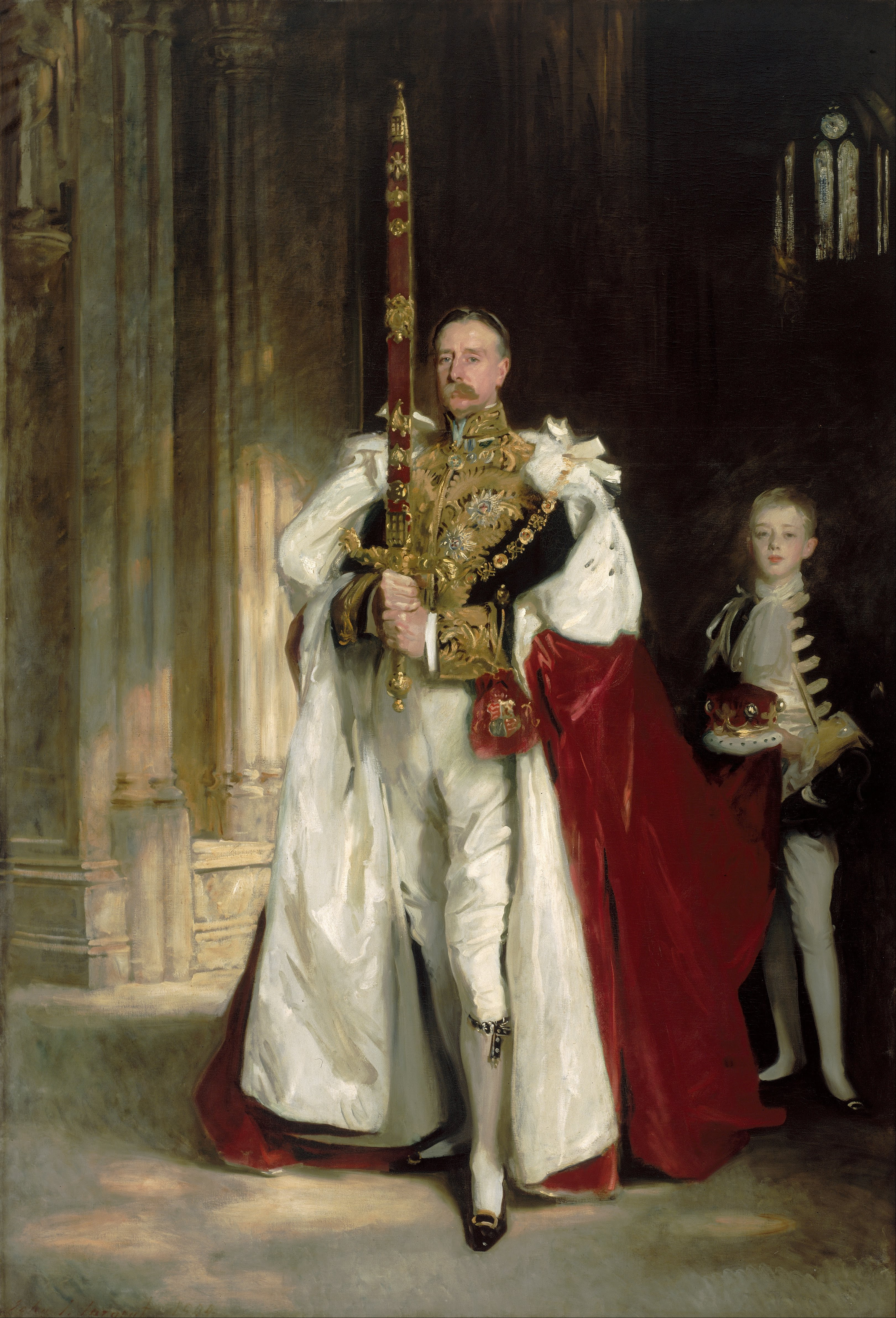
Il Marchese di Londonderry, Charles Vane-Tempest-Stewart, tiene la spada di Stato per l'incoronazione di Edoardo VII del Regno Unito

La spada di Stato è un’arma di rappresentanza che fa parte dei regalia e simboleggia il potere che il monarca usa contro i suoi nemici ed il dovere di mantenere la pace e la giustizia nel proprio regno.

## Lista delle spade di Stato
- La Spada Imperiale (Reichsschwert) del Sacro Romano Impero[1]
- la spada di Stato del Regno di Danimarca[2]
- la spada di Stato del Regno d'Ungheria[3]
- la spada di Stato del Regno di Scozia
- le cinque spade di Stato del Regno Unito:
  - la Spada della Clemenza[4]
  - la Spada ingioiellata d'offerta[4]
  - l'ufficiale Spada del Stato[4]
  - la Spada della Giustizia Spirituale[4]
  - la Spada della Giustizia Temporale[4]
- la spada di Stato dei Paesi Bassi[5]
- la spada di Stato del Regno di Svezia[6]
- Szczerbiec, spada di Stato del Regno di Polonia
- la spada di Stato del Impero russo
- la spada di Stato del Regno di Norvegia[7]
- la Spada della Vittoria, spada di Stato del Regno di Thailandia[8]
- la spada di Stato dell'Isola di Man[9]
- la Spada di Osman, spada di Stato del sultano dell'Impero ottomano[10].

Si potrebbero considerare "spade di Stato" anche le leggendarie: Gioiosa, spada di Carlomagno, così come Ama no Murakumo ovvero la Spada del Paradiso, la cui copia fa parte delle insegne imperiali del Giappone.